# Kisom Jukol
Kisom Jukol (em persa: كيسم جوكل, romanizada como Kīsom Jūkol; também conhecida como Kīsom Jūykol) é uma aldeia do distrito rural de Kisom, situada no distrito central de Astaneh-ye Ashrafiyeh, na província de Gilan, no Irã. No censo de 2006, sua população era de 147, em 43 famílias.